# لبوچه
لبوچه (انگلیسی: Lobuche) کوهی در نپال است که در نزدیکی یخچال خومبو و روستای لبوچه قرار دارد. این کوه دو قله اصلی لبوچه شرقی (۶٬۱۱۹ متر) و لبوچه غربی (۶٬۱۴۵ متر) دارد. برای صعود به این کوه، مجوز انجمن کوهنوردی نپال (NMA) لازم است، که قله شرقی را به عنوان «قله کوه‌پیمایی» و قله غربی را به عنوان «قله اکسپدیشن» طبقه‌بندی می‌کند. قله شرقی به دلیل سعود آسان‌تر، به مراتب بیشتر از قله غربی صعود می‌شود، با این حال، بیشتر کوهنوردان فقط به یک قله نادرست در فاصله چند ساعت از قله واقعی لبوچه شرقی صعود می‌کنند. بین دو قله شرقی و غربی یال بلند و عمیقی وجود دارد و وجود شیب تند و فاصله قابل‌توجه نزدیک شدن به قله غربی از سمت قله شرقی را غیرممکن می‌کند.